# Mirek Topolánek
Mirek Topolánek, češki politik, * 15. maj 1956, Vsetín.
Med 16. avgustom 2006 in 8. majem 2009 je bil predsednik vlade Češke republike. 